# Kelvin Edward Felix
Kelvin Edward Cardinal Felix (Roseau, 15. veljače 1933. – Castries, 30. svibnja 2024.) bio je dominikanski rimokatolički kardinal i nadbiskup emeritus Castriesa. 

## Životopis
Rodio se u mjestu Roseau, Dominika, 15. veljače 1933. godine. Za svećenika je zaređen 8. travnja 1956. Godine 1962. odlazi na Sveučilište sv. Franje Ksaverskog u Novoj Scotiji, gdje je dobio diplomu iz obrazovanja odraslih 1963. godine. Stekao je 1967. dva magisterija na Sveučilištu Notre Dame u Indiani iz sociologije i antropologije. Bio je ravnatelj rimokatoličke gimnazije u Dominici u razdoblju od 1972. do 1975. i izvanredni glavni tajnik Karibima konferencije Crkava od 1975. do 1981.
Felix je posvećen za nadbiskupa 5. listopada 1981. godine i služio je kao predsjednik Antilske biskupske konferencije od 1991. do 1997. i kao predsjednik Karibske konferencije Crkava od 1981. do 1986. Osim nadležnosti za svoje biskupije i župe, Felix je bio odgovoran i za 33 osnovne škole, 2 srednje škole, jednu strukovnu školu za djevojke, dva doma za starije osobe, jedno sklonište za beskućnike i jedno sirotište za djecu.
Kada se približio dobi za odlazak u mirovinu, Felix je zatražio od Vatikana da imenuje nadbiskupa koadjutora zbog lakšeg prijelaza u samoj nadbiskupiji, nakon njegove mirovine. Dana 19. srpnja 2007. godine, biskup Robert Rivas postao je koadjutor nadbiskup Castriesa. Po odlasku u mirovinu, vratio se u rodnu Dominiku, gdje pomaže u manjim župama. 
Papa Franjo je posvetio Felixa za kardinala, 22. veljače 2014., postavši tako kardinal svećenik crkve Santa Maria della Salute Primavalle.
Za svoje geslo je koristio Da svi budu jedno (lat. Ut omnes ut unum sint). Nadbiskup je dobio 1986. dobio počasni doktorat na Sveučilištu sv. Francis Ksaverskog, Nova Scotia, te je odlikovan Redom Britanskog Carstva 1992. godine. Godine 1999., primio je odlikovanje države Dominike, Medalja časti za zaslužnu službu Vladi Commonwealtha Dominike. Godine 2002. dobio je Medalju časti (zlatnu) u Redu sv. Lucije za zasluge religiji, povodom 23. obljetnice neovisnosti zemlje.